# Gaspar Escrivà de Romaní
Gaspar Escrivà de Romaní (País Valencià, segle xvi), Poeta Barroc.
Formà part de l'Acadèmia dels Nocturns i les justes poètiques de Bernat Català de Valleriola (a València el 1602), essent autor de dècimes, vuitenes i sonets cultistes i barrocs, publicats ocasionalment en reculls commemoratius de les beatificacions de Lluís Bertran i Tomás de Villanueva (1608, 1620), de la mort de Francesc Jeroni Simó (1614).